# 朱阳镇
朱阳镇，是中华人民共和国河南省三門峽市灵宝市下辖的一个乡镇级行政单位。

## 行政区划
朱阳镇下辖以下地区：
朱阳村、果园村、后河村、梁家庄村、柿树岭村、杨家河村、运头村、阎家驮村、贾村、营里村、南庄里村、吴家垣村、卢子垣村、匣里村、董寨村、董家埝村、寺上村、西小河村、老虎沟村、石坡湾村、芋元村、周家河村、周官村、高会村、蒲阵沟村、麻林河村、犁牛河村、鱼仙河村、两岔河村、王家村、透山村、南新店村、麻家河村、双庙村、美山村、秦池村、干沟村、何家村、黑山村、大村和下河村。

## 中国传统村落
2013年8月，朱阳村被评为第二批中国传统村落。